# Équipe d'Argentine masculine de handball aux Jeux olympiques d'été de 2020
Cet article relate le parcours de l'équipe d'Argentine masculine de handball lors des Jeux olympiques de 2020 ayant lieu au Japon en juillet 2021. Il s'agit de la 3e participation de l'Argentine aux Jeux olympiques.

## Qualification
L'Argentine remporte les Jeux panaméricains de 2019 et se qualifie Jeux olympiques d'été de 2020.

## Effectif pour la compétition
Parmi les absents, l'ailier droit Santiago Baronetto (nerf sciatique) a dû déclarer forfait pour le début de la compétition mais intègre finalement l'effectif pour le dernier match en remplacement de Federico Pizarro.

## Résultats

### Phase de groupe
|   | Équipe    | Pts | J | G | N | P | Bp  | Bc  | Diff | Dép |
| - | --------- | --- | - | - | - | - | --- | --- | ---- | --- |
| 1 | France    | 8   | 5 | 4 | 0 | 1 | 162 | 148 | 14   | +5  |
| 2 | Espagne   | 8   | 5 | 4 | 0 | 1 | 155 | 142 | 13   | -5  |
| 3 | Allemagne | 6   | 5 | 3 | 0 | 2 | 146 | 131 | 15   | +5  |
| 4 | Norvège   | 6   | 5 | 3 | 0 | 2 | 136 | 132 | 4    | -5  |
| 5 | Brésil    | 2   | 5 | 1 | 0 | 4 | 128 | 145 | -17  | /   |
| 6 | Argentine | 0   | 5 | 0 | 0 | 5 | 125 | 154 | -29  | /   |

| 24 juillet 2021 11h00 | France       | 33 – 27   | Argentine    | Gymnase olympique de Yoyogi, Tokyo Arbitrage : Youcef Belkhiri & Sid Ali Hamidi |
| 24 juillet 2021 11h00 | Richardson 7 | (12 - 10) | D. Simonet 8 | Gymnase olympique de Yoyogi, Tokyo Arbitrage : Youcef Belkhiri & Sid Ali Hamidi |
| 24 juillet 2021 11h00 | ×1 ×5        | Rapport   | ×1 ×4        | Gymnase olympique de Yoyogi, Tokyo Arbitrage : Youcef Belkhiri & Sid Ali Hamidi |

| 26 juillet 2021 11h00 | Argentine                | 25 - 33   | Allemagne               | Gymnase olympique de Yoyogi, Tokyo Arbitrage : Václav Horáček & Jiří Novotný |
| 26 juillet 2021 11h00 | Martínez et D. Simonet 5 | (13 - 14) | Kastening et Schiller 7 | Gymnase olympique de Yoyogi, Tokyo Arbitrage : Václav Horáček & Jiří Novotný |
| 26 juillet 2021 11h00 | ×3 ×4                    | Rapport   | ×2 ×3 ×1                | Gymnase olympique de Yoyogi, Tokyo Arbitrage : Václav Horáček & Jiří Novotný |

| 28 juillet 2021 16h15 | Norvège    | 27 – 23 | Argentine                | Gymnase olympique de Yoyogi, Tokyo Arbitrage : Fonseca, Santos |
| 28 juillet 2021 16h15 | Sagosen, 7 | (13-12) | I. Pizarro, D. Simonet 5 | Gymnase olympique de Yoyogi, Tokyo Arbitrage : Fonseca, Santos |
| 28 juillet 2021 16h15 | ×2 ×4      | Rapport | ×2 ×7                    | Gymnase olympique de Yoyogi, Tokyo Arbitrage : Fonseca, Santos |

| 30 juillet 2021 9h00 | Argentine  | 23 – 25 | Brésil   | Gymnase olympique de Yoyogi, Tokyo Arbitrage : Lah, Sok |
| 30 juillet 2021 9h00 | Martínez 6 | (7-14)  | Silva 7  | Gymnase olympique de Yoyogi, Tokyo Arbitrage : Lah, Sok |
| 30 juillet 2021 9h00 | ×2 ×4 ×1   | Rapport | ×1 ×5 ×1 | Gymnase olympique de Yoyogi, Tokyo Arbitrage : Lah, Sok |

| 1er août 2021 14h15 | Espagne | 36 – 27 | Argentine    | Gymnase olympique de Yoyogi, Tokyo Arbitrage : Kurtagic, Wetterwik |
| 1er août 2021 14h15 | Gómez 6 | (17–12) | I. Pizarro 5 | Gymnase olympique de Yoyogi, Tokyo Arbitrage : Kurtagic, Wetterwik |
| 1er août 2021 14h15 | ×3      | Rapport | ×3           | Gymnase olympique de Yoyogi, Tokyo Arbitrage : Kurtagic, Wetterwik |

## Statistiques

### Buteurs
| Rang  | Joueur                  | Tot. | Tirs | %     | MJ | Moy. |
| ----- | ----------------------- | ---- | ---- | ----- | -- | ---- |
| 1     | Ignacio Pizarro (en)    | 19   | 23   | 83 %  | 5  | 3,8  |
| 2     | Diego Simonet           | 19   | 30   | 63 %  | 4  | 4,8  |
| 3     | Ramiro Martinez         | 17   | 24   | 71 %  | 5  | 3,2  |
| 4     | Lucas Moscariello (en)  | 15   | 21   | 71 %  | 5  | 3    |
| 5     | Pablo Simonet           | 11   | 22   | 50 %  | 5  | 2,2  |
| 6     | Gastón Mouriño (en)     | 8    | 11   | 73 %  | 5  | 1,6  |
| 7     | Pedro Cami              | 8    | 17   | 47 %  | 4  | 2    |
| 8     | Sebastián Simonet       | 7    | 14   | 50 %  | 5  | 1,4  |
| 9     | Nicolas Bonanno (en)    | 4    | 11   | 36 %  | 5  | 0,8  |
| 10    | Federico Pizarro        | 4    | 12   | 33 %  | 3  | 1,3  |
| 11    | Federico Fernández      | 4    | 14   | 29 %  | 4  | 1    |
| 12    | Gonzalo Carou           | 3    | 4    | 75 %  | 4  | 0,8  |
| 13    | Santiago Baronetto (en) | 3    | 5    | 60 %  | 1  | 3    |
| 14    | Pablo Vainstein (en)    | 2    | 4    | 50 %  | 5  | 0,4  |
| 15    | Leonel Maciel           | 1    | 1    | 100 % | 5  | 0,2  |
| Total | Total                   | 125  | 214  | 58 %  | 5  | 25   |

### Gardiens de but
| N°    | Nom           | %    | Arrêts | Tirs | MJ | Moy. |
| ----- | ------------- | ---- | ------ | ---- | -- | ---- |
| 1     | Leonel Maciel | 28 % | 37     | 131  | 5  | 7,4  |
| 2     | Juan Bar (en) | 20 % | 11     | 56   | 5  | 2,2  |
| Total | Total         | 24 % | 48     | 202  | 5  | 9,6  |